# Marie Gabrielle Capet

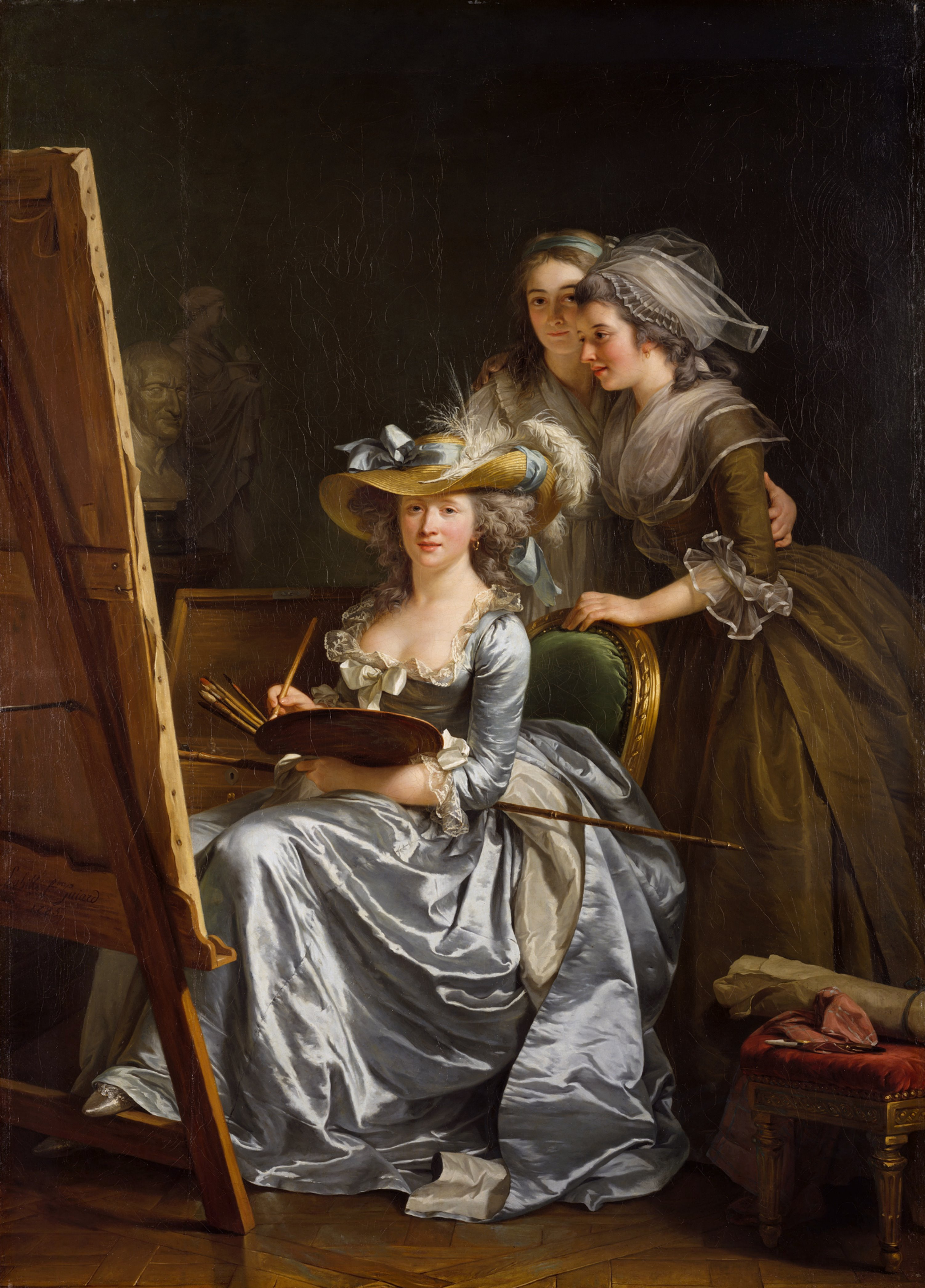
Autorretrato de Adélaïde Labille-Guiard con dos alumnas, una de ellas es Marie Gabrielle.

Marie Gabrielle Capet (Lyon, 6 de septiembre de 1761 – París, 1 de noviembre de 1818) fue una pintora francesa, dedicada a retratos en pinturas al óleo, pastel y acuarelas. 
Marie Gabrielle era hija de un sirviente. A los veinte años se fue a estudiar pintura a París con Adélaïde Labille-Guiard. Entre sus compañeras de estudios se encontraban Marie-Victoire d'Avril y Marie Marguerite Carreaux de Rosemond. Dos años más tarde, gracias a su dominio en la pintura al óleo se le permitió presentar sus primeros autorretratos. Expuso desde 1781, un gran número de retratos, de los cuales los más conocidos son los de Madame Adelaida y Madame Victoria y el de Madame Labille-Guiard con sus alumnas. Sus principales obras se exhiben en el Salon de la Jeunesse (Salón de la Juventud) desde 1785. 
Varios miembros de la familia real fueron clientes suyos, entre ellos las tías de Luis XVI, Madame Adelaida y Madame Victoria. Pintó su última composición al óleo en 1815 y luego abandonó la pintura. Murió en 1818 en París.